# Blompinne

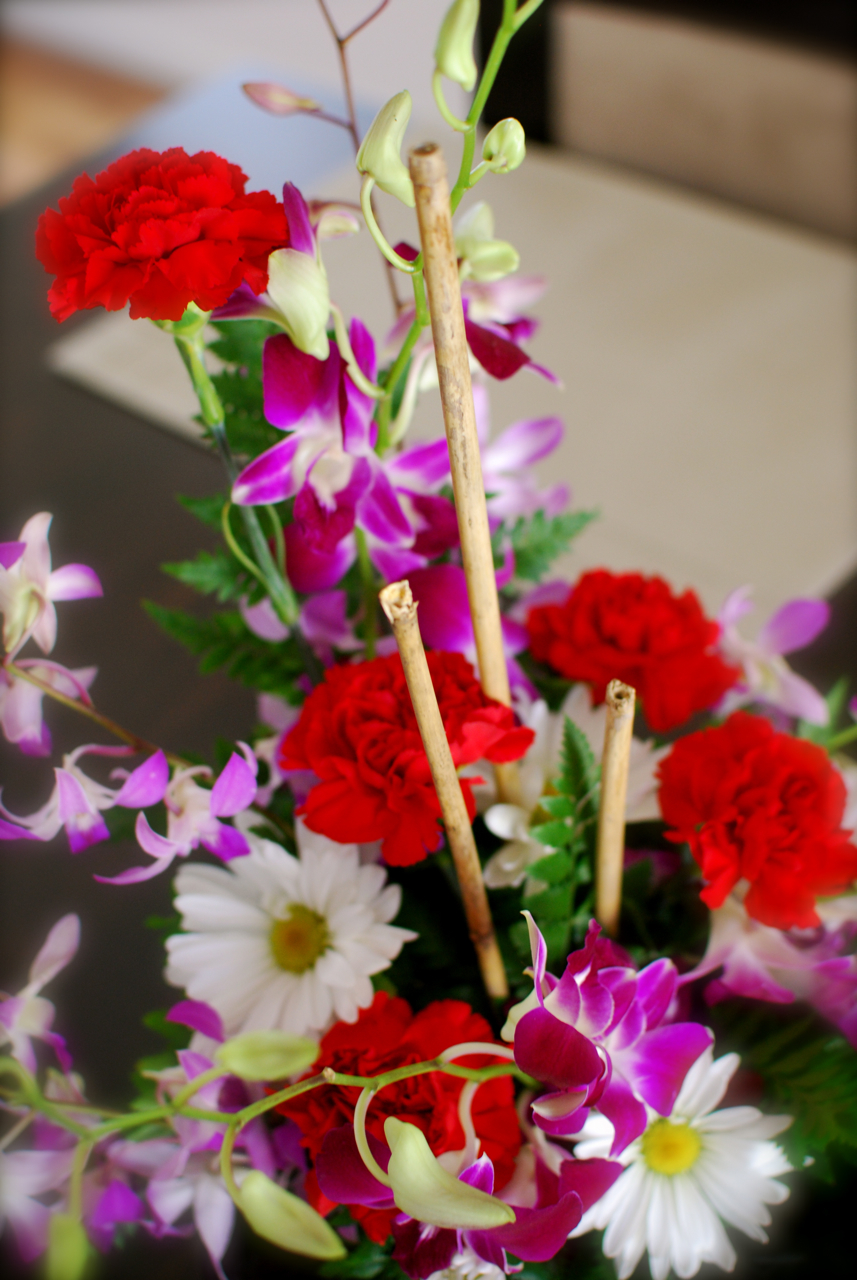
Ett blomsterarrangemang med blompinnar.

En blompinne är en tunn rundstav (ca 3–7 mm i diameter) som främst används för att stadga rangliga krukväxter. En typisk blompinne är cirka 40 cm lång och är spetsig i den ände som är avsedd att stickas ned i jorden. Blompinnar är vanligen av trä, exempelvis furu eller bambu, men förekommer även i konstmaterial.
Blompinnar används även inom pysselverksamhet för barn, exempelvis på förskolor.